# 坎迪·鲍尔
坎迪·鲍尔（德語：Candy Bauer，1986年7月31日—），生于乔保，德国男子雪车运动员。他曾代表德国参加2018年和2022年冬季奥林匹克运动会雪车比赛，共获得二枚金牌。